# 糸魚川町
糸魚川町（いといがわまち）は、かつて新潟県西頸城郡にあった町。現在の糸魚川市主要部。

## 位置・地勢
郡の中央に位し、姫川右岸にあり日本海に面す。東方に大和川（海川）、南方は丘陵を隔てて遠く信越国境の山嶺を望む。

## 歴史
弘法大師通過の際、「管に糸を巻きたるまま川に投げ入れたるもの、魚となるより糸魚と名あり」の伝聞がある。天文年間には越後長尾氏の勢力が及び、堀氏、松平忠輝領と続く。享保2年、松平信濃守直之が1万石で入り陣屋を構え、代々襲封し維新を迎える。柏崎縣を経て新潟県の管轄に統一された。

### 沿革
- 1889年（明治22年）4月1日 - 町村制の施行により、西頸城郡糸魚川寺町、糸魚川大町、糸魚川横町、糸魚川七間町、糸魚川新屋町、糸魚川新田町及び糸魚川鉄砲町の区域をもって、西頚城郡糸魚川町が発足する。
- 1901年（明治34年）11月1日 - 西頸城郡糸魚川町、柳形村及び奴奈川村が合併して、改めて西頸城郡糸魚川町が発足する。
- 1913年（大正2年） - 町役場を大町2-5-10に新築移転[1]。
- 1954年（昭和29年）6月1日 - 西頸城郡糸魚川町、浦本村、下早川村、上早川村、大和川村、西海村、大野村、根知村及び小滝村が合併して、糸魚川市が発足する。

## 官公署
- 郡役所

- 町役場
- 糸魚川警察署
- 糸魚川税務署
- 県立糸魚川中学校
- 県立糸魚川実科高等女学校 - のち県立糸魚川高等女学校
- 新潟地方裁判所糸魚川区裁判所 - 管轄は西頚城全郡
- 糸魚川郵便電信局

## 地域
寺町、大町、新屋、七間、横町、新田、鉄砲町、押上、一之宮、連台寺、上刈、寺島

## 経済

### 産業
農業
『大日本篤農家名鑑』によれば、糸魚川町の篤農家は「石川喜作、牧江節司、牧井順造、中村美樹、増野四方八郎、小柳卯之吉、藤巻民蔵」などである。

## 出身・ゆかりのある人物
- 相馬御風（詩人、歌人、作詞家） - 大町出身。